# كازوكي ايواموتو
كازوكي ايواموتو (باليابانية: 岩本 和希) (مواليد 7 أبريل 1997) هو لاعب كرة قدم ياباني.

## وصلات خارجية
- كازوكي ايواموتو على موقع رابطة كرة القدم اليابانية للمحترفين (اليابانية)
- كازوكي ايواموتو على موقع قاعدة بيانات كرة القدم.إي يو (الإنجليزية)
- كازوكي ايواموتو على موقع Soccerway.com (الإنجليزية)
- كازوكي ايواموتو على موقع عالم كرة القدم.نت (الإنجليزية)